# Egil Unander-Scharin
Karl Egil Nikolaus Unander-Scharin, född 22 april 1868 i Yttertavle, Umeå socken, död 27 december 1910 i Umeå, var en svensk industriman och affärsman.
Unander-Scharin föddes i en inflytelserik familj. Fadern agronomen och direktören Ferdinand Unander var sekreterare i Lantbruksakademien. Modern Fanny Fredrika Scharin var dotter till Adolf Fredrik Scharin; familjeföretaget A.F. Scharin var ett av Norrlands största. Efter skolgång i Umeå studerad Unander-Scharin 1884–1885 vid Schartaus handelsinstitut och därefter i Spanien, där han var anställd hos trävaruhandlaren Nissen i Barcelona. Han var därefter verksam som korrespondent för trävarufirman I. I. Byström i Paris.
1890 fick Unander-Scharin oväntat ett arv på sin mors sida; hela företaget A. F. Scharin överläts på honom och han hade blivit en av de förmögnaste männen i Norrland. Firman hade tidigare främst sysslat med skeppsbyggeri och rederi. Unander-Scharin upphörde dock med rederiverksamheten och sålde företagets återstående båtar för att i stället ägna sig åt grosshandel, främst export av trävaror och tjära samt import av stenkol och salt. Firmanamnet ändrades till A. F. Scharins söner eftr. Egil Unander, samtidigt som han själv antog efternamnet Unander-Scharin. Under honom växte företaget ytterligare och han lät anlägga flera trämassefabriker och sågverk i Västerbotten (se Ytterstfors AB) och i Finland och utvidgade kraftstationen vid Umeälven. 1892 gifte han sig med Fanny Maria Johansson, och de flyttade 1905 in i Scharinska villan vid Döbelns park, som de låtit vännen Ragnar Östberg uppföra.
Vid sidan av sina egna företag var Unander-Scharin styrelseledamot i flera norrländska banker och företag, Umeås drätselnämnd samt konsul för Nederländerna sedan 1893, Frankrike sedan 1909 och Spanien sedan 1901. Unander-Scharin tillhörde det konservativa partiet och var ledamot av stadsfullmäktige.
Egil Unander-Scharin är begravd på Västra kyrkogården i Umeå. Hans bror, major Wiktor Unander, blev författare. Även kusinen Astrid Väring blev författare.